# Creu del combatent voluntari de la Resistència
La Creu del combatent voluntari de la Resistència (francès: Croix du combattant volontaire de la Résistance) és una condecoració francesa creada després de la Segona Guerra Mundial per René Coty.
Igual que la Creu del combatent, és atorgada a aquells que, vius o morts, tinguin dret a l'atribució de la targeta especial de voluntari de la Resistència:
- Als titulars de la targeta de Deportat/Resistent o d'Internat/Resistent, reconeguts com a combatents voluntaris de la Resistència
- Als executats, minusvàlids o ferits per una acció de Resistència
- A aquells a disposició d'una formació de la Resistència, reconeguda com a unitat combatent i que hagin combatut durant un mínim de 90 dies en el si de les Forces Franceses Combatents (FFC), les Forces Franceses de l'Interior (FFI) o de la Resistència Interior Francesa (RIF)
- Aquells que, havent format part almenys 90 dies, abans del 6 de juny de 1944, a les FFC, les FFI o a la RIF a una zona ocupada per l'enemic, presentin 2 testimonis de persones notòriament conegudes per la seva activitat a la Resistència Francesa.

## Història
Per la Llei de 25 de març de 1949, on es creava l'Estatut dels Combatents Voluntaris de la Resistència, s'especificava que s'havia de crear una medalla commemorativa específica, però aquesta no es crearia fins al 15 d'abril de 1954, per ser atorgada als titulars de la Targeta de Combatent Voluntari de la Resistència.
Aquesta creu, que simbolitza el títol de combatent voluntari de la Resistència, no té pas el valor d'un títol de guerra, sinó que és presa en compte per a una possible concessió de la Creu de combatent voluntari (a títol de la Guerra 1939-1945) o del títol de cavaller de la Legió d'Honor (a títol de d'antic resistent)
Es va concedir en 261.780 ocasions.

## Disseny
Una creu de bronze, amb els 4 braços iguals, de 36mm. A l'anvers figura una creu de Lorena en relleu sobre un medalló. A sota, els braços de la creu estan coberts per fulles de llorer formant relleu. Al revers apareix la inscripció "COMBATTANT VOLONTAIRE RÉSISTANCE" (Combatent Voluntari Resistència) sobre el medalló central.
Penja d'una cinta negre de 36mm d'ample. Als costats hi ha una franja vermella de 5mm, i té 4 franges verticals en verd d'1mm d'ample, dues situades al centre a 2mm de separació i les altres dues estan situades a 2mm de la franja vermella.